# 13e étape du Tour d'Italie 2009
Pour un article plus général, voir Tour d'Italie 2009.
La 13e étape du Tour d'Italie 2009, s'est déroulée le 22 mai 2009. Cette étape longue de 150 km reliait Lido di Camaiore à Florence. Mark Cavendish a remporté au sprint sa troisième étape.

## Classement de l'étape
| 1.  | Mark Cavendish      | Columbia-High Road      | en | 3 h 48 min 36 s |
| 2.  | Alessandro Petacchi | LPR Brakes-Farnese Vini | +  | m.t.            |
| 3.  | Allan Davis         | Quick Step              |    | m.t.            |
| 4.  | Robert Hunter       | Barloworld              |    | m.t.            |
| 5.  | Tyler Farrar        | Garmin-Slipstream       |    | m.t.            |
| 6.  | Juan José Haedo     | Team Saxo Bank          |    | m.t.            |
| 7.  | Robert Förster      | Team Milram             |    | m.t.            |
| 8.  | Ben Swift           | Team Katusha            |    | m.t.            |
| 9.  | Davide Viganò       | Fuji-Servetto           |    | m.t.            |
| 10. | Sébastien Hinault   | AG2R La Mondiale        |    | m.t.            |

## Classement général
| 1. | Denis Menchov     | Rabobank                                          | en | 54 h 16 min 01 s |
|    | Danilo Di Luca    | LPR Brakes-Farnese Vini                           | +  | 34 s             |
| 2. | Levi Leipheimer   | Astana                                            |    | 40 s             |
|    | Franco Pellizotti | Liquigas                                          |    | 2 min 00 s       |
| 3. | Carlos Sastre     | Cervélo TestTeam                                  |    | 2 min 52 s       |
| 4. | Michael Rogers    | Columbia-High Road                                |    | 2 min 59 s       |
| 5. | Ivan Basso        | Liquigas                                          |    | 3 min 00 s       |
| 6. | Gilberto Simoni   | Serramenti PVC Diquigiovanni - Androni Giocattoli |    | 4 min 38 s       |
| 7. | Marzio Bruseghin  | Lampre-NGC                                        |    | 5 min 26 s       |
| 8. | Thomas Lövkvist   | Columbia-High Road                                |    | 5 min 53 s       |

## Classements annexes
| Classement             | Coureur            | Total             |
| ---------------------- | ------------------ | ----------------- |
| Points                 | Danilo Di Luca     | 107 pts           |
| Montagne               | Stefano Garzelli   | 49 pts            |
| Sprints Intermédiaires | Giovanni Visconti  | 15 pts            |
| Équipe                 | Astana             | 162 h 11 min 23 s |
| Équipe par points      | Columbia-High Road | 288 pts           |
| Jeune                  | Thomas Lövkvist    | 54 h 21 min 54 s  |
| Échappée               | Mauro Facci        | 364 km            |
| Combativité            | Stefano Garzelli   | 29 pts            |
| Azzurri d'Italia       | Danilo Di Luca     | 11 pts            |